# Kurt Sieveking

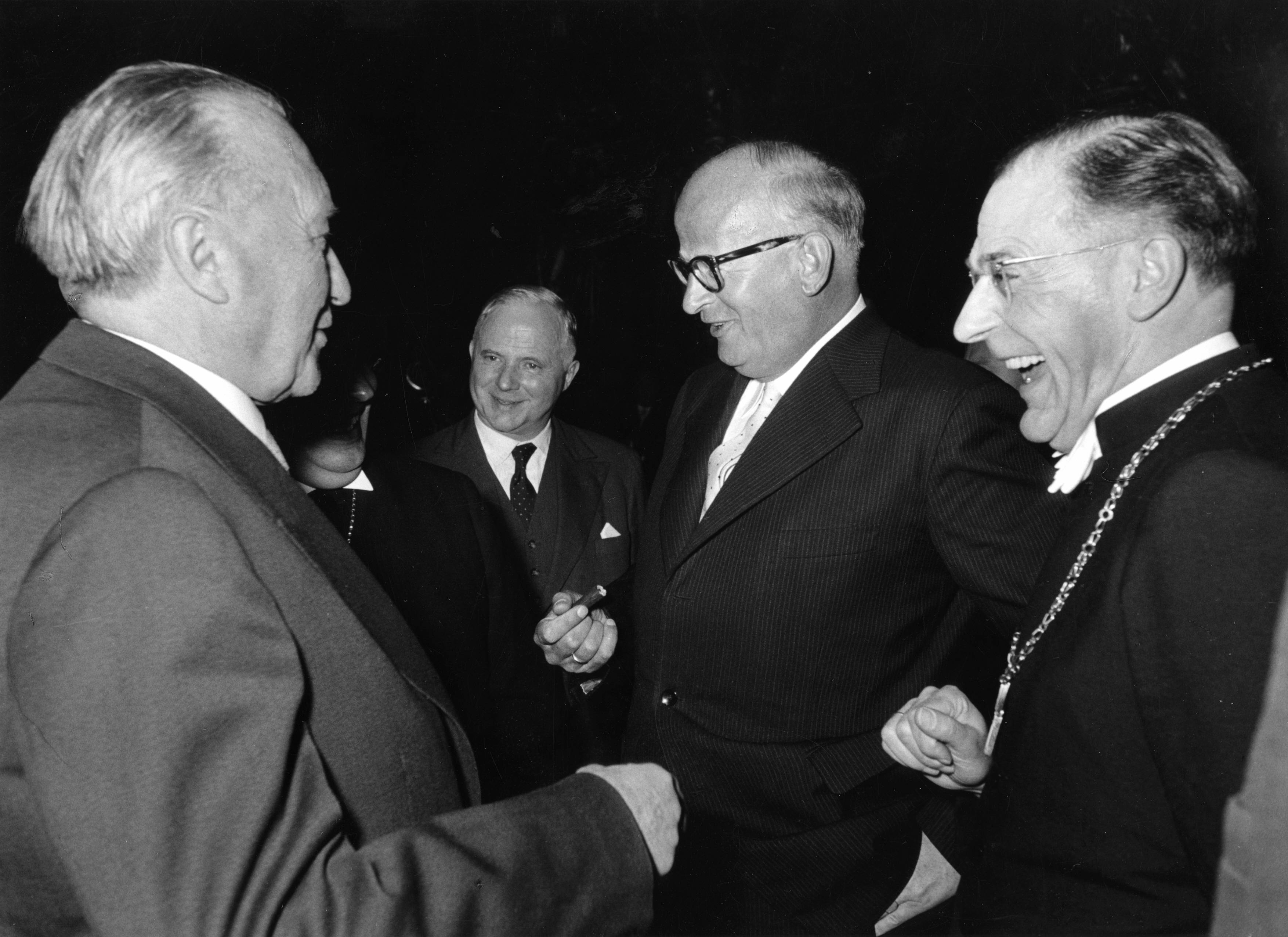
Sieveking 2. von links (im Hintergrund)

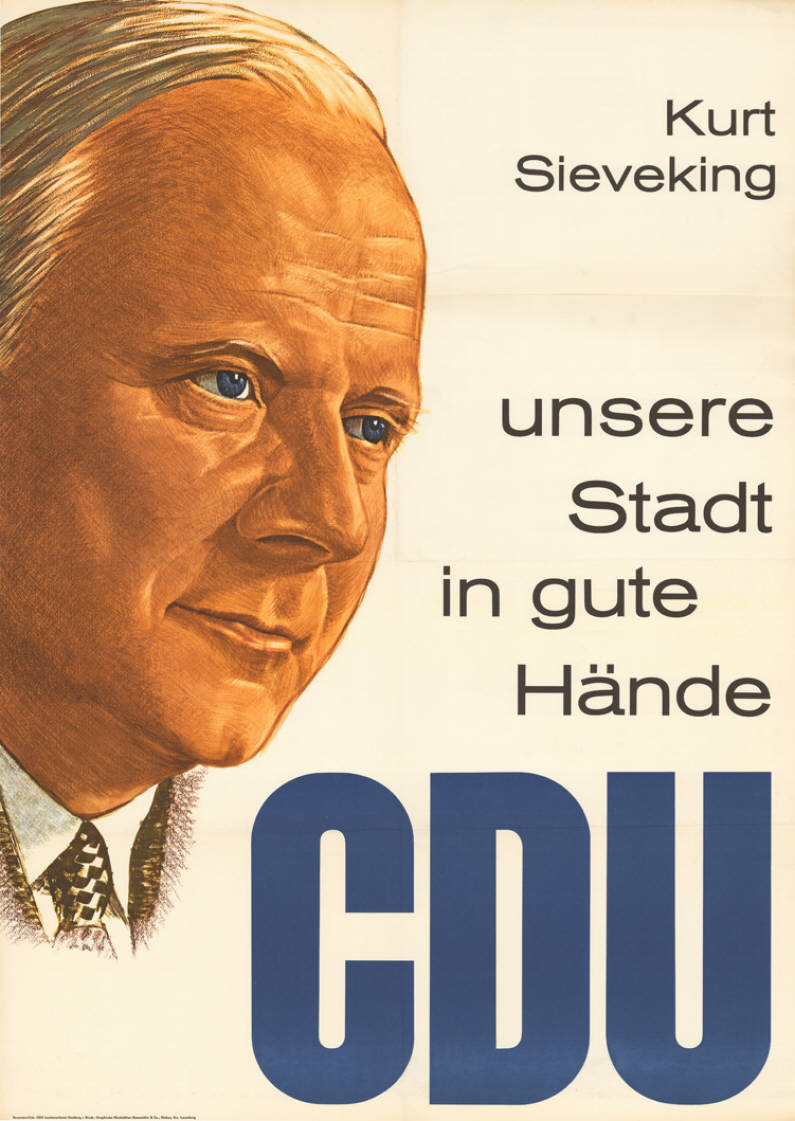
Kurt Sieveking auf einem Wahlplakat zur Bürgerschaftswahl 1961

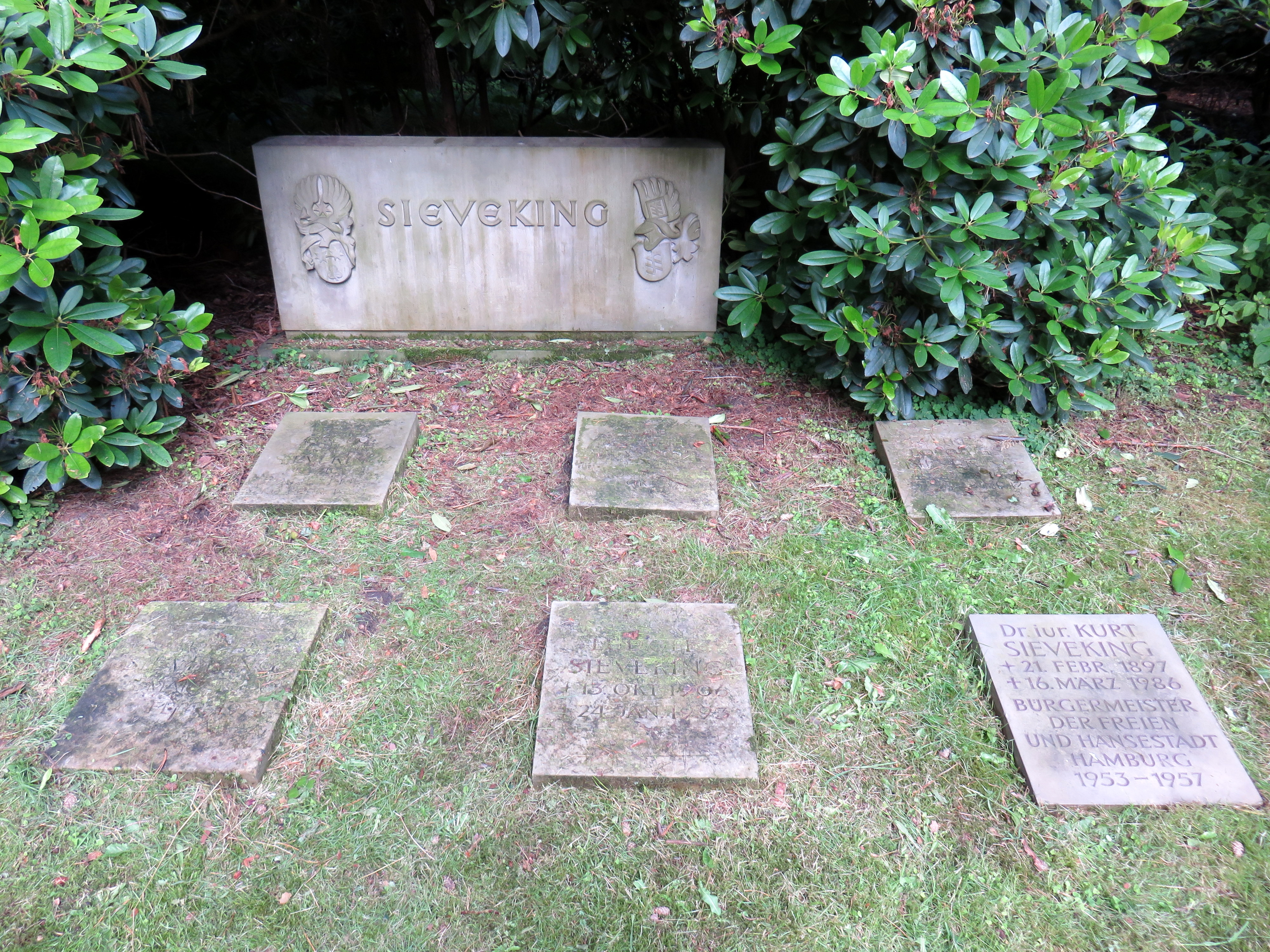
Kurt Sieveking (vorn rechts), Familiengrab auf dem Friedhof Ohlsdorf

Kurt Sieveking (* 21. Februar 1897 in Hamburg; † 16. März 1986 ebenda) war ein deutscher Politiker der CDU. Von 1953 bis 1957 amtierte er als Erster Bürgermeister der Freien und Hansestadt Hamburg.

## Leben
Sieveking stammt aus alter Hamburger Familie. Viele seiner Vorfahren waren Gelehrte, Ärzte und Senatoren, nach ihnen sind diverse Straßen und Plätze in Hamburg benannt (z. B. Sievekingsallee, Sievekingdamm, Sievekingplatz). Er wuchs in Hamburg auf, besuchte die Gelehrtenschule des Johanneums und absolvierte 1914 sein Notabitur.
Sieveking war Kriegsfreiwilliger im Ersten Weltkrieg und verlor bei der Fliegerausbildung 1917 den linken Arm. Nach Kriegsende studierte er Rechtswissenschaften in Heidelberg, München und Marburg und schloss 1922 sein Studium mit der Promotion zum Dr. jur. ab. Von 1923 bis 1924 war er als Referendar im Auswärtigen Amt tätig, später bei einer Bank in Berlin. Nach Abschluss des 2. Staatsexamens 1925 ließ er sich als Rechtsanwalt in Hamburg nieder, ab 1936 als Syndikus im Bankhaus M. M. Warburg & Co.
Sieveking war seit 1925 mit der Bildhauerin Ellen Ruperti verheiratet. Aus der Ehe gingen drei Kinder hervor.

## Laufbahn
In der Weimarer Republik hatte er der DVP angehört. Seine Tätigkeit in der Bank wurde 1944 durch die Einberufung zur Wehrmacht nach Dänemark unterbrochen, er kehrte aber nach Kriegsende nach Hamburg zurück.
Am 1. Dezember 1945 wurde er von Bürgermeister Rudolf Petersen in das Amt des Senatssyndikus im Hamburger Rathaus berufen und war damit nicht nur Leiter des Bürgermeisteramtes, sondern auch Verbindungsperson zur britischen Militärregierung. Auch nach der Amtsübernahme durch Bürgermeister Max Brauer 1946 behielt Sieveking seine Stellung, ging aber mit Einrichtung des Auswärtigen Dienstes 1951 zunächst als deutscher Generalkonsul nach Schweden und wurde dort nach wenigen Monaten deutscher Gesandter in Stockholm.
Am 2. Dezember 1953 wurde Sieveking, als Nachfolger von Max Brauer (SPD) zum Ersten Bürgermeister von Hamburg gewählt. CDU, DP und FDP hatten zum Zwecke des Machtwechsels den Hamburg-Block gegründet. Vier Jahre regierte Kurt Sieveking die Hansestadt. Mehrfach war die Senatsmehrheit bedroht, weil ausgerechnet die rechtskonservative DP damit drohte, eine Koalition mit den Sozialdemokraten einzugehen.
Der Bundesrat wählte am 20. Juli 1956 in Bonn Sieveking einstimmig zu seinem Präsidenten für das am 7. September beginnende Geschäftsjahr.
Bedingt durch den Umstand, dass der zu seinem Nachfolger als Bundesratspräsident gewählte Regierende Bürgermeister von Berlin Otto Suhr eine Woche vor der Amtsübernahme verstarb, wurde Sieveking, abweichend vom Königsteiner Abkommen, am 6. September 1957 als Bundesratspräsident wiedergewählt. Nachdem mit der Wahl Willy Brandts am 3. Oktober 1957 das Land Berlin wieder über eine gewählte Regierung verfügte, trat Sieveking vereinbarungsgemäß zum 31. Oktober 1957 als Bundesratspräsident zurück, Brandt wurde am 1. November sein Nachfolger.
Sieveking war auf diese Weise der einzige Bundesratspräsident, der länger als ein Jahr am Stück dem Bundesrat vorstand.
Im Juni 1957 vereinbarten Hamburg und die damals Leningrad genannte russische Stadt Sankt Petersburg die Aufnahme freundschaftlicher Beziehungen. Die Städtepartnerschaft mit St. Petersburg ist die älteste Hamburgs.
Bei der Bürgerschaftswahl 1957 erlangte die SPD erneut die absolute Mehrheit, so dass Sievekings Vorgänger Max Brauer auch sein Nachfolger wurde. Sieveking selbst war anschließend Mitglied der Hamburgischen Bürgerschaft. Er wurde 1960 zum Ehrensenator der Universität Hamburg ernannt und 1967 vom Hamburger Senat mit der Bürgermeister-Stolten-Medaille ausgezeichnet.

## Schriften (Auswahl)
- Haltet das Tor offen! Trautmann, Hamburg 1931.
- Außenpolitische Aspekte Hamburgs. In: Hamburg heute : zum Deutschen Journalistentag. Broschek, Hamburg 1947, S. 13–16.
- Nach vier Jahren. In: Neues Hamburg : Zeugnisse vom Wiederaufbau d. Hansestadt. Bd. 4 (1949), S. 22–26.
- Ein Bürgermeister spricht: Reden und Vorträge 1953–1956. Staatliche Pressestelle, Hamburg 1956.
- Die europäische Aufgabe der deutschen Außenpolitik. In: Aussenpolitik / Deutsche Ausgabe. Bd. 8 (1957), Heft 3, S. 147–154.
- Hamburg, ein Stadtstaat. In: Bund und Länder: Vorträge, gehalten im Wintersemester 1957/58, Deutsche Hochschule für Politik Berlin. Colloquium Verlag, Berlin 1959, S. 78–98.
- Hamburgs erstes Jahr unter der britischen Militärregierung (1945/46). In: Miterlebtes: Berichte aus fünf Jahrzehnten hamburgischer Geschichte. Christians, Hamburg 1979, ISBN 3-7672-0667-6, S. 31–47